# ازجان‌گذشته
ازجان‌گذشته (به انگلیسی: Desperate Measures) یک فیلم اکشن و دلهره‌آور آمریکایی محصول سال ۱۹۹۸ با بازی مایکل کیتون، اندی گارسیا، مارسیا گی هاردن و برایان کاکس به کارگردانی باربت شرودر است. این فیلم هم در منطقه خلیج سانفرانسیسکو و هم در مرکز شهر پیتسبورگ با مکان‌های دیدنی مانند بی‌ان‌وای ملون سنتر پیتسبرگ، دادگاه شهرستان آلگنی و پل خلیج اوکلند فیلمبرداری شد. این فیلم در ۳۰ ژانویه ۱۹۹۸ اکران شد و یک شکست مالی در گیشه بود. با این حال، اندی گارسیا برای بازیگر برجسته در یک فیلم بلند در نقش متقاطع برنده جایزه آلما شد.

## داستان
فرانک کانر یک افسر پلیس صادق است که در پی نجات جان پسرش می‌باشد. با این حال، پس از از دست دادن تمام امید، او متوجه می‌شود که پیتر مک‌کیب جنایتکار در زندان تنها ناجی اوست.

## پخش در ایران
این فیلم در ایران با دوبله فارسی از شبکه نمایش پخش شد.

## بازسازی
فیلم هندی نبرد (۲۰۰۰) باسازی این فیلم می‌باشد.

## بازخوردها
تماشاگران در نظرسنجی سینماسکور به فیلم نمره متوسط B- در مقیاس A+ تا F دادند.